# Ана Кендрик
Ана Кендрик (на английски: Anna Kendrick) е американска актриса и певица.

## Частична филмография
- 2008 – „Здрач“ (Twilight)
- 2009 – „Новолуние“ (The Twilight Saga: New Moon)
- 2009 – „Високо в небето“ (Up in the Air)
- 2010 – „Затъмнение“ (The Twilight Saga: Eclipse)
- 2010 – „Скот Пилгрим срещу света“ (Scott Pilgrim vs. the World)
- 2011 – „50/50“
- 2011 – „Зазоряване - част 1“ (The Twilight Saga: Breaking Dawn – Part 1)
- 2012 – „Очаквай неочакваното“ (What to Expect When You're Expecting)
- 2012 – „ПараНорман“ (ParaNorman)
- 2012 – „Перфектният ритъм“ (Pitch Perfect)
- 2012 – „Зазоряване - част 2“ (The Twilight Saga: Breaking Dawn – Part 2)
- 2014 – „Вдън горите“ (Into the Woods)
- 2014 – „Кейк“ (Cake)
- 2015 – „Перфектният ритъм 2“ (Pitch Perfect 2)
- 2016 – „Майк и Дейв си търсят гаджета“ (Mike and Dave Need Wedding Dates)
- 2016 – „Счетоводителят“ (The Accountant)
- 2016 – „Тролчета“ (Trolls)